# Tonmi Lillman
Tonmi Kristian Lillman (Kouvola, 3 de junio de 1973-13 de febrero de 2012) fue un músico finlandés de la banda Lordi que oficialmente cambió su nombre de Tommi a Tonmi en 2004.

## Carrera
El padre de Lillman era un músico, y como resultado creció rodeado de una gran variedad de instrumentos. Tonmi recibió su primera batería a los 9 años, y comenzó a actuar en vivo a los 14. Aparte de la batería y del bajo, sus principales instrumentos, también tocó el 
piano y la guitarra. Antes de su muerte, estuvo implicado en las bandas Kylähullut, Vanguard y 3rror. A partir de dichas bandas, se convirtió más conocidamente como el baterista de Sinergy, To/Die/For y de Lordi, banda en la que falleció.
En su carrera profesional Lillman también ha enseñado grabación digital y la batería en el Kouvola Musiikkiopisto (Conservatorio de Kouvola). Ha tocado en numerosas bandas folk y en orquestas de música pop, así como el manejo de la batería en el Dimebag Beyond Forever 2009 una gira junto a Rainer ”Raikku” Tuomikanto.
En Lordi, sustituyó al exbatería Sampsa Astala (Kita), el 26 de octubre. Tras ello tocó en el "Europe For Breakfast Tour" con la banda.

## Muerte
Tonmi falleció el 13 de febrero de 2012, aun por causas desconocidas.
En la página oficial de Lordi, se puede leer el mensaje de la banda hacia Otus:
"Our dear friend and bandmate, 'Otus' Tonmi Lillman, has sadly passed away [at the age of 38]. He will be greatly missed and we send our condolences to his family and friends.
Otus, we thank You from the bottom of our hearts for the short time we got to know you and spend with you together. Rest in peace, friend."
("Nuestro querido amigo y compañero de banda, 'Otus' Tonmi Lillman, lamentablemente ha fallecido a la edad de 38. Se le echará mucho de menos y enviamos nuestras condolencias a su familia y amigos.
Otus, te damos las gracias desde el fondo de nuestros corazones por haberte conocido y haber gastado este poco tiempo contigo juntos. Descansa en paz, amigo.")

## Personaje

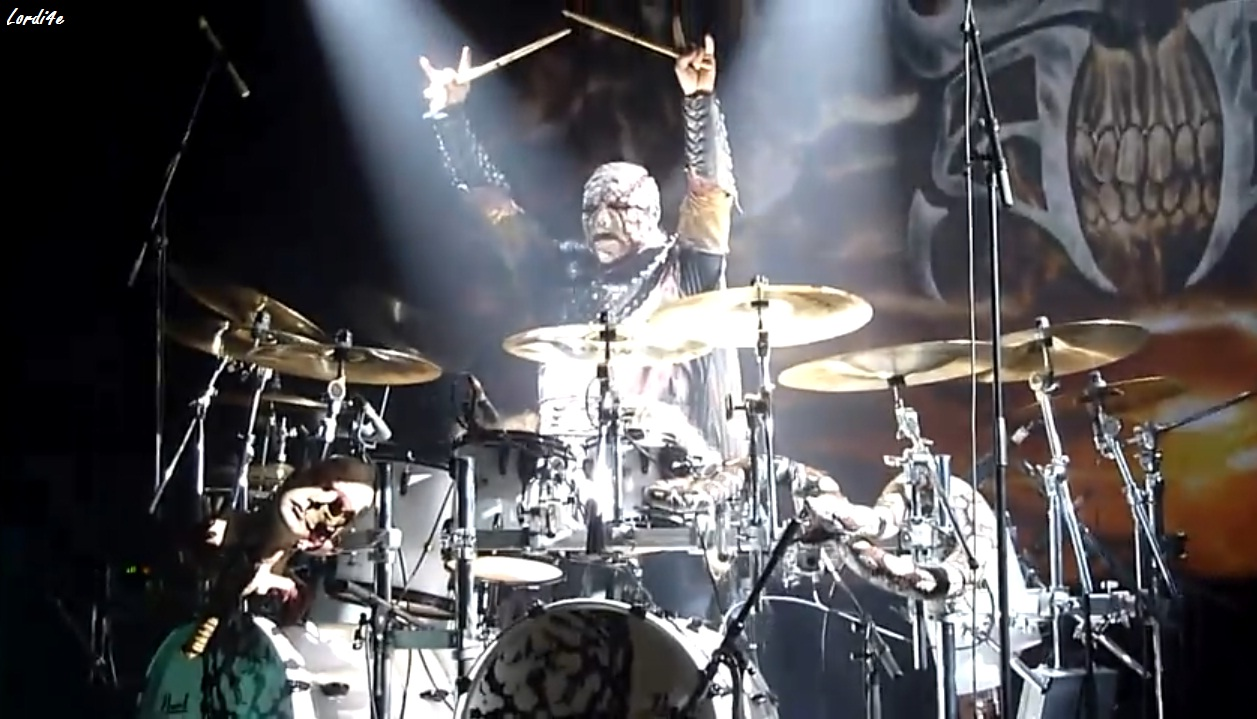
Otus en París

Mr. Lordi ”No estamos seguros de lo que realmente es, es solo... una criatura, una cosa (Otus en finés). Es una mezcla de un carnicero, un verdugo, un extranjero, un lagarto y un zombi. Un tipo duro. Y sin duda, uno de los miembros más extraños de nuestra familia”

## Trabajo en el estudio
Lillman ha aparecido en varios álbumes, actuando como músico de estudio para bandas como Reflexion, Twilight Ophera, y, por ejemplo, proporcionando el trabajo de batería para el álbum Guitar Heroes. Recientemente Tonmi se ha distinguido como un ingeniero de sonido, mezcla y grabación de bandas como Beherit, Bloodride, Chainhill, D-Creation, Exsecratus, Fierce, Fear Of Domination, Heorot, In Silentio Noctis, Laava, Lie in Ruins, Madison Roam, MyGRAIN, Rage My Bitch, Raivopäät, Roo, Rujo, Rytmihäiriö, Saattue, Serene Decay, Served Dead, Vapaat Kädet y V-For Violence.

## Material propio
Tonmi Lillman utilizaba Batería Pearl, platillos Sabian y baquetas Pro-Mark. Lillman era conocido por su estilo característico de la colocación del tambor, y era un usuario devoto de los dobles bombos. Su estilo de tocar la batería estaba arraigada al rock, por lo que valoraba un buen groove y una columna vertebral rítmica fuerte, combinado con rellenos innovadores, sobre las altas velocidades y los blast beats. Tonmi mencionó como sus principales influencias de los tambores a Teijo "Twist Twist" Erkinharju, Mikkey Dee, Deen Castronovo, y su mayor influencia, a Dave Weckl.
Kit de batería de Tonmi Lillman:
Pearl Masters Premium MMP
- 20" x 18" kick drum x 2
- 8" x 8" tom tom
- 10" x 10" tom tom
- 12" x 12" tom tom
- 14" x 12" tom tom
- 16" x 14" tom tom
- Eliminator P-2000C x 2 pedals
- 13" x 5" Omar Hakim Signature snare

Platillos:
Sabian
- 16" AAX X-Plosion Fast Crash
- 17" AAX Stage Crash
- 17" AAX Studio Crash
- 17" AAX X-Plosion Crash
- 17" AAX Dark Crash
- 18" AAX Stage Crash
- 18" AAX X-Plosion Crash
- 19" AAX Metal Crash
- 20" AAX Metal Ride
- 14" AAX Studio Hi-hat
- 14" AAX Stage Hi-hat

Wuhan
- 20" S series Medium Heavy Ride
- 12" China
- 18" China

## Gráficos y videos musicales
Tras la música, Tonmi trabajó como diseñador gráfico, especializado en gráficos en 3D. También ha trabajado como editor en videos musicales como en Ajattara con "...Putoan" y "Ikuisen Aamun Sara", en Mind Of Doll con ”Marks On My Face”, en Kylähullut con el video "Kieli hanurissa" y en Vanguard con "Whisper". También ha diseñado las carátulas para bandas como To/Die/For, Sinergy, Kylähullut, HateFrame, D-Creation y Dance Nation, entre otros. Además, ha editado presentaciones de video, anuncios y productos de marca para diferentes compañías así como proporcionar la producción de video y posproducción para DVD de bandas como Crumbland. Tonmi también diseñó y produjo las animaciones de fondo para el Europe For Breakfast Tour 2010 de Lordi. Otros trabajos gráficos incluyen diseño web, producción y proporcionando banneres y animaciones para varios sitios de juegos en línea.